# スワンバンド

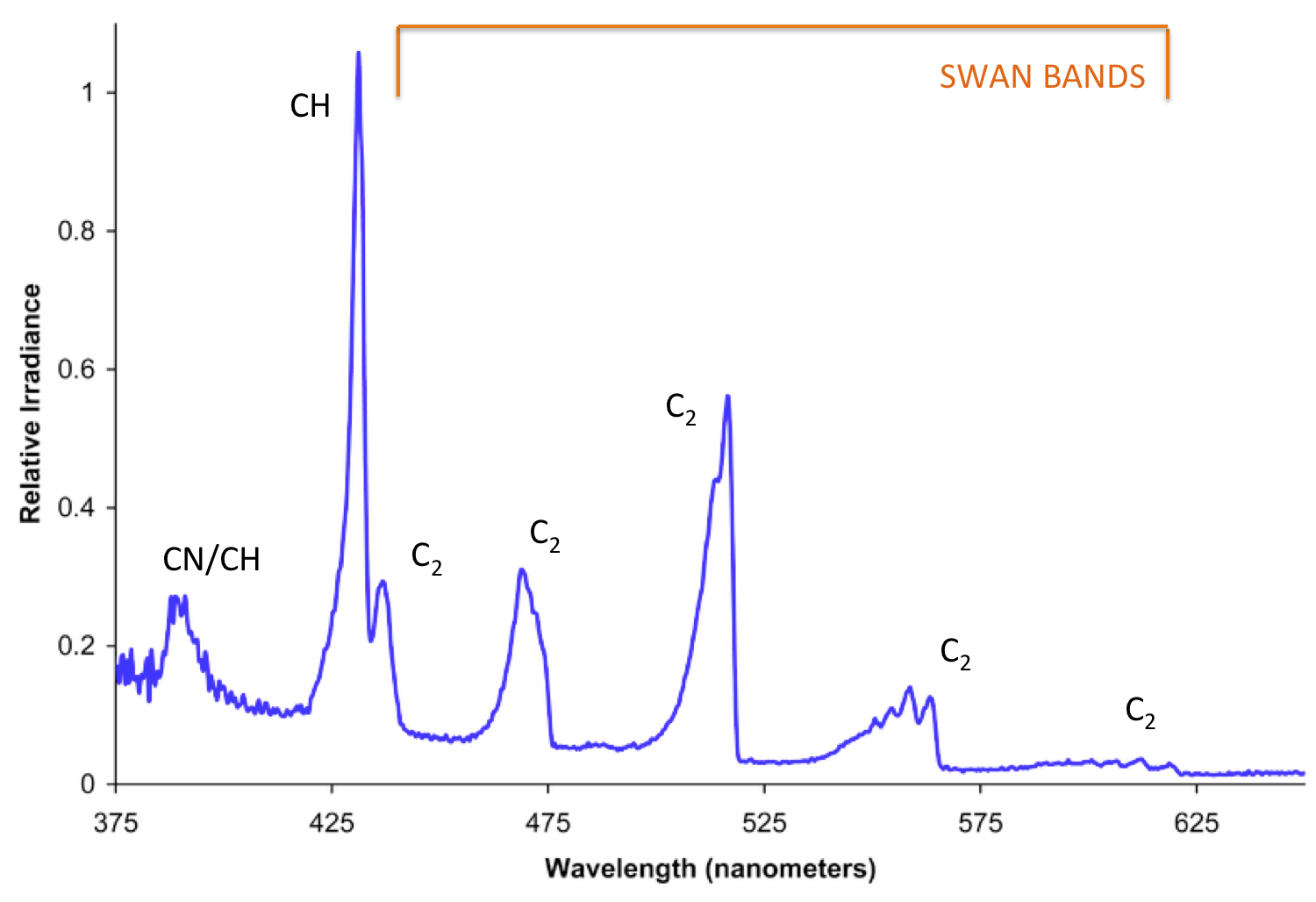
携行用ブタンガスバーナーの炎を分光したスペクトル。

スワンバンド（英: Swan bands）は、可視光波長域に多数の線スペクトルが分布する、炭素分子C2（二原子炭素）にもとづく特徴的なスペクトル帯のことである。名称は、このスペクトル成分を発見したスコットランドの科学者ウィリアム・スワンに由来する。炭化水素が燃焼する際の青い炎や、彗星、炭素星といった天体のスペクトルによくみられる。

## 発見
二原子炭素分子C2に起因する一連の輝線スペクトルは1856年、スコットランドの数学者・物理学者ウィリアム・スワンが、炎のスペクトルにみられる輝線を特定するために、炭化水素化合物の炎を分光観測した際に発見された。このスペクトル帯のことを、発見者のスワンにちなんでスワンバンドと呼ぶ。
実験によってスワンバンドのスペクトルを発生させる手段の主なものとしては、以下のような例が挙げられる。
- ブンゼンバーナーなど、炭化水素が燃焼する際の炎。
- 水素気体中、あるいは水、グリセリン、炭化水素などの液体中の炭素アーク。
- 低圧炭素気体、あるいは微量の炭素気体と不活性気体を封入した真空管。
- 水素気体中の炭素電極間における火花放電。

## 原理
スワンバンドの線スペクトルはC2分子の遷移のうち、基底状態から電子1つが σg2p 軌道に励起した電子状態 a3Πu と、σu2s 軌道からもう1つ電子が σg2p 軌道に励起した電子状態 d3Πg の間で起こる d3Πg ↔ a3Πu 遷移によって発生する。a3Πu はエネルギー準位が下の電子状態、d3Πg はエネルギー準位が上の電子状態で、2つの電子状態の中の様々な振動量子数の間で遷移が起こるので、多数のスペクトル線が密に集まって現れる。
強度が大きい主要なスペクトル系列は、高い準位と低い準位の間での振動量子数 ν の差 Δν が、Δν = -2, -1, 0, +1, +2, +3 となる遷移のもので、それらの頭端波長と振動量子数遷移は表のようになる。
| 系列 （Δν） | 頭端波長 （Å） | 振動量子数 （ν）遷移 | 系列 （Δν） | 頭端波長 （Å） | 振動量子数 （ν）遷移 | 系列 （Δν） | 頭端波長 （Å） | 振動量子数 （ν）遷移 |
| ----------- | -------------- | -------------------- | ----------- | -------------- | -------------------- | ----------- | -------------- | -------------------- |
| -2          | 4356.2         | (4,2)                | -1          | 4678.6         | (5,4)                | 0           | 5097.7         | (2,2)                |
| -2          | 4371.4         | (3,1)                | -1          | 4684.8         | (4,3)                | 0           | 5129.3         | (1,1)                |
| -2          | 4382.5         | (2,0)                | -1          | 4697.6         | (3,2)                | 0           | 5165.2         | (0,0)                |
| -2          | 4382.5         | (2,0)                | -1          | 4715.2         | (2,1)                | 0           | 5165.2         | (0,0)                |
| -2          | 4382.5         | (2,0)                | -1          | 4737.1         | (1,0)                | 0           | 5165.2         | (0,0)                |
| 系列 （Δν） | 頭端波長 （Å） | 振動量子数 （ν）遷移 | 系列 （Δν） | 頭端波長 （Å） | 振動量子数 （ν）遷移 | 系列 （Δν） | 頭端波長 （Å） | 振動量子数 （ν）遷移 |
| +1          | 5470.3         | (4,5)                | +2          | 5923.4         | (5,7)                | +3          | 6442.3         | (6,9)                |
| +1          | 5501.9         | (3,4)                | +2          | 5958.7         | (4,6)                | +3          | 6480.5         | (5,8)                |
| +1          | 5540.7         | (2,3)                | +2          | 6004.9         | (3,5)                | +3          | 6533.7         | (4,7)                |
| +1          | 5585.5         | (1,2)                | +2          | 6059.7         | (2,4)                | +3          | 6599.3         | (3,6)                |
| +1          | 5635.5         | (0,1)                | +2          | 6122.1         | (1,3)                | +3          | 6677.3         | (2,5)                |
| +1          | 5635.5         | (0,1)                | +2          | 6191.2         | (0,2)                | +3          | 6677.3         | (2,5)                |

中でも、帯頭が (2,0) 4382.5 Å、(1,0) 4737.1 Å、(0,0) 5165.2 Åを頭端とする系列の成分が特に顕著である。
スワンバンドの帯スペクトルの輪郭は、頭端波長を赤色（長波長）側の明確な端として、それより青色（短波長）側へ向かって減衰し、やがて強度がなくなる、という形が一般的で、一部の遷移では頭端の他に強い副端がみられるものもある。

## 天体スペクトル

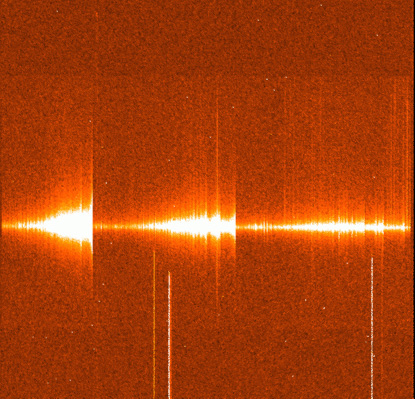
ブラッドフィールド彗星 (C/1995 Q1) の分光観測で得られたスワンバンドの2次元画像。（出典: ESO）

天体のスペクトルにおいては彗星あるいは低温度星、特に炭素星のスペクトル中に、スワンバンドの成分が強く現れる。
彗星におけるスワンバンドは輝線として現れ、5000 Å前後で特に強いことから、気体を大量に放出する彗星のコマを写真に撮影した際、緑色がかって写る原因となっている。彗星におけるC2分子の起源は、アセチレン分子（C2H2）が有力視されている。
炭素星のスペクトルではスワンバンドが、可視光の赤色より短波長側における分子吸収帯の主要な成分となる。炭素星の中で比較的早期型の恒星のスペクトルではスワンバンド成分が弱く、晩期型になるほどスワンバンド成分は強くなる傾向がある。また、光球のスペクトルだけでなく、質量放出によって星周領域に形成される星周物質の層で生じるスワンバンドも検出され、可視光波長域において星周分子を調べる突破口と期待される。

## 火炎スペクトル
C2スワンバンドの振動量子状態間における遷移エネルギーはよく調べられており、帯頭輝線の強度を比較することで、スワンバンドを生じる火炎などの温度を求められることが期待される。そのため、火炎温度の局所的な分布や、探針による計測ができない実験でのプラズマの温度を推定するために、スワンバンドの発光スペクトルを計測することが試みられている。